# 伯克霍夫
伯克霍夫（英語：Berkhof） 為歐洲巴士車身生產商，於1970年在荷蘭成立，現為VDL 集團成員。至今未有正式中文譯名（香港巴士迷稱「百沃」）。其產品主要作內銷及出口到鄰國如英國，遠至香港亦有。

## 簡史
- 1970年，Arthur Berkhof 父子創辦 Carrosseriefabriek Berkhof ，當時10位工人在1000乘4000平方米的廠房維修巴士。
- 1982年，Arthur去世，當時有職員80人。
- 1985年，廠房遷至Valkenswaard，佔地10,000乘41,000平方米，為舊廠房之10倍，而職員增至132人。
- 1994年，收購比利時巴士車身廠Jonckheere Bus & Coach——年產巴士400部，職員500人；創辦人之子Henk Berkhof去世，享年52歲。
- 2003年，改稱VDL Berkhof Valkenswaard。

## 產品
下列為客車車身款式。

### 現有
- Axial 50
- Axial 70
- Axial 100DD

### 停產
- Excellence 1000LD
- Excellence 2000HL
- Excellence 3000

## 銷情

### 香港
1996年，粵港汽車購入DAF SB2750客車並裝上Axial 50車身，是香港第一款裝上Berkhof車身的巴士，之後粵港的斯堪尼亞K113CRB同樣裝上Axial 50車身，其他非專營巴士公司購入的猛獅底盤之中，有部分安裝Berkhof車身（包括A51 18.310/400/410、A53 13.220、A66 14.220、11.220等），但直到2004年中港通購入一部裝上新型Axial 50車身的猛獅A51後並無續購。

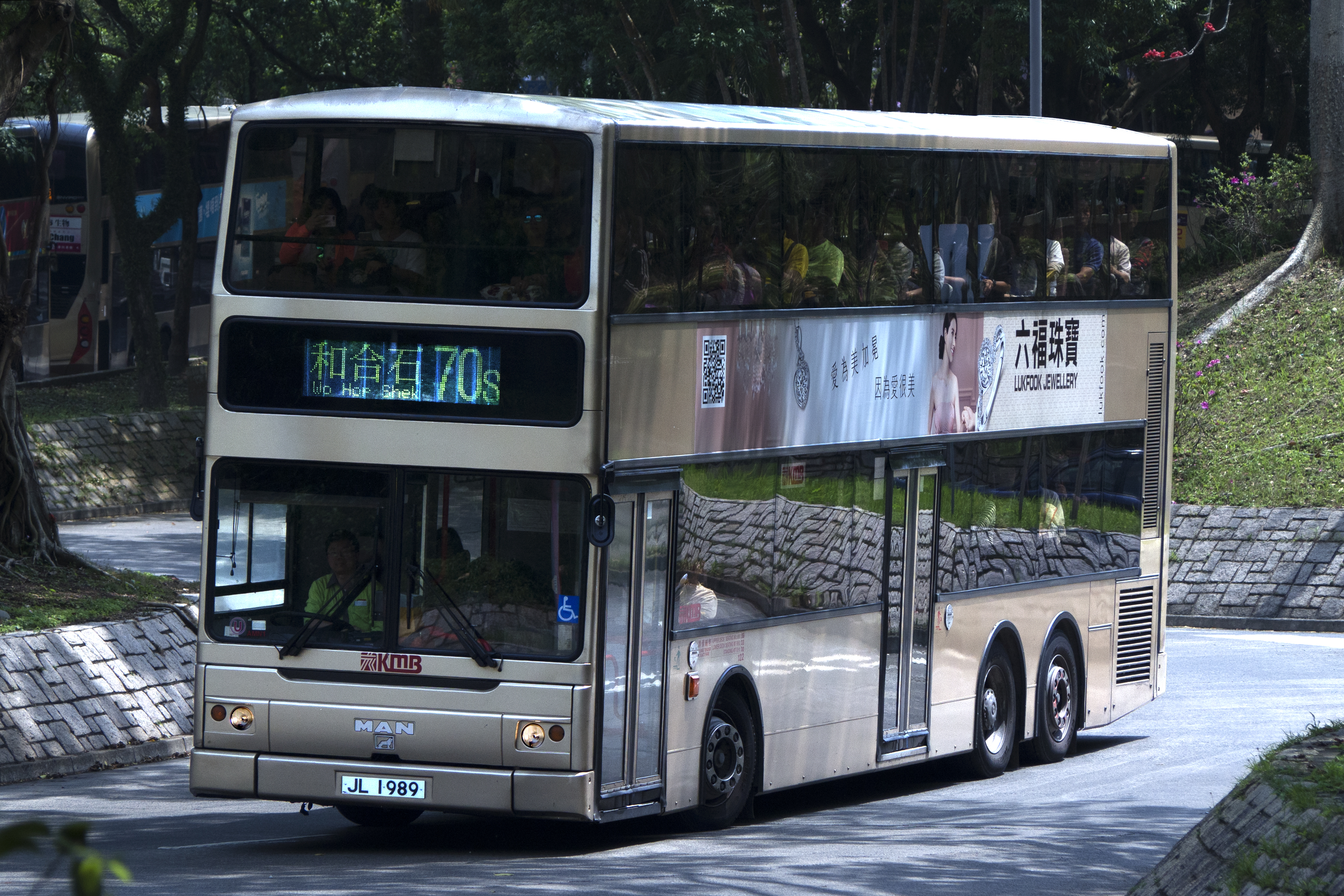
九巴的猛獅24.310，裝配Berkhof車身

城巴於1998年向猛獅購買了其中32部猛獅24.310，都是配上Berkhof車身的。可是因香港運輸署有感於當年城巴及新世界第一巴士的惡性競爭---派出大量巴士導致港島交通擠塞及空氣污染，於是推行「車輛數目配額制」。此一政策直接導致城巴被迫取消訂單，令Berkhof所有完成裝嵌的巴士都需留在廠房尋求新買家。最後這批巴士其中31輛順利覓得買家，當中30輛由九巴接收；1輛由冠忠巴士購買。

## 連結
- VDL Berkhof （页面存档备份，存于）